# Antoine Schayes
Antoine Guillaume Bernard Schayes (Louvain, 11 janvier 1808 - Ixelles 8 janvier 1859) est un historien et antiquaire (dans le sens ancien) de nationalité belge.

## Biographie
Antoine Schayes fit ses études à la Faculté de philosophie et lettres de l'Université d'État de Louvain où il se lia avec Reiffenberg, professeur de philosophie. Il y fut diplômé en 1830.
Il fut le bibliothécaire de Guillaume Ier. Il fut le premier conservateur en chef du Musée royal d'armures, d'antiquités et d'ethnologie de Bruxelles, qui devint par la suite les Musées royaux d'art et d'histoire. Il y fut nommé le 20 juin 1844. Il devint membre de l'Académie royale des sciences, des lettres et des beaux-arts de Belgique en 1847.
Il possédait entre autres une collection de sarcophages et de cartonnages datant de l'Antiquité égyptienne et dont une partie est actuellement au musée Curtius de Liège. Antoine Schayes est vers 1850 le grand-maître et restaurateur de la Société des agathopèdes, une association composée de joyeux et érudits lurons.

## Sujets d'intérêt

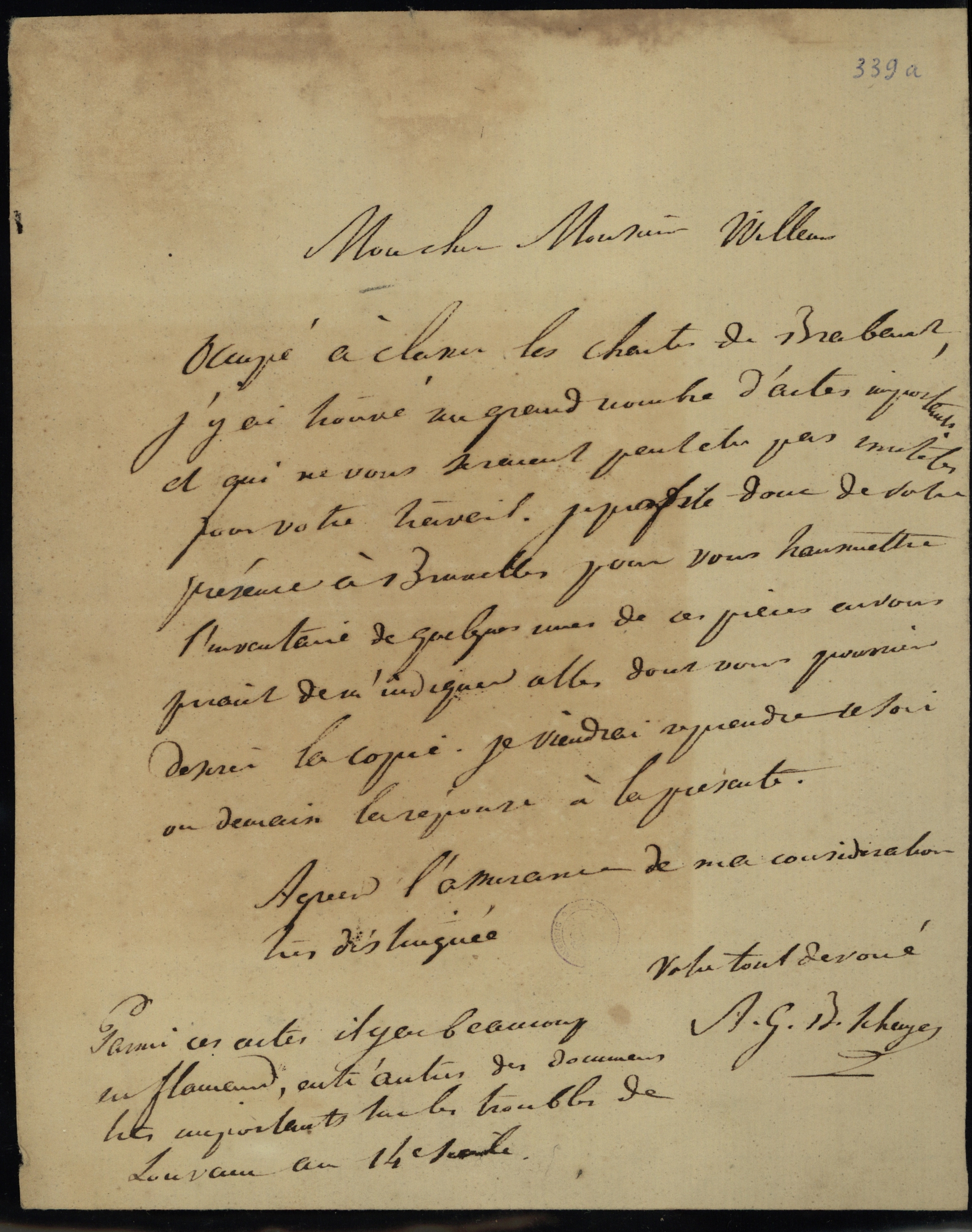
Lettre à Jan Frans Willems (1837)

Antoine Schayes est un des précurseurs des études sur le folklore belge.
Il est considéré également comme un précurseur de l'histoire de l'architecture en Belgique. Il étudia d'abord les traces de celle-ci à l'époque romaine, puis se consacra à l'étude de l'architecture gothique qu'il concrétisa en 1840 par un mémoire couronné par l'Académie thérésienne : Mémoire sur l'architecture ogivale en Belgique, Bruxelles, Hayez, 1841. Il résuma en 1849 ses recherches d'histoire de l'architecture dans son Histoire de l’architecture en Belgique, depuis les temps les plus reculés jusqu'à l'époque actuelle, Bruxelles, Jamar, 1849, devenue un ouvrage de référence.

## Publications
- Mémoire sur l'architecture ogivale en Belgique, 1840, couronné par l'Académie royale de Bruxelles
- Histoire de l'architecture en Belgique, 2 vol. (IV, 393)(702 p.), 1849.
- La Belgique et les Pays-Bas avant et pendant la domination romaine, 1858.
- Notice historique et généalogique sur la branche aînée des ducs et comtes de Ponthieu, d'origine royale, et sur celle des princes et comtes de Vismes, de la Maison de Ponthieu, 1843.
- Essai sur les usages, les croyances, les traditions, les cérémonies et les pratiques religieuses et civiles des Belges anciens et modernes, 1834
- Divers articles in: Messager des Sciences historiques et des Arts de la Belgique, ou nouvelles archives historiques, littéraires et scientifiques, (27 vol.), 1833 à 1859